# Zegel van Alaska

Zegel van Alaska.

Het zegel van Alaska is het staatszegel van de Amerikaanse staat Alaska. Het werd aangenomen in 1910. De eerste gouverneur maakte het zegel met gletsjers, het poollicht, iglo's, en een ijsvissende Eskimo.